# Uncle Samsik
Uncle Samsik (en hangul, 삼식이 삼촌; romanización revisada, Samsiki Samchon; literalmente, «Tío Samsik») es una serie de televisión surcoreana escrita y dirigida por Shin Yeon-shick, y protagonizada por Song Kang-ho y Byun Yo-han. Se estrenó el 15 de mayo de 2024 en la plataforma Disney+; se lanzaron dos episodios semanales cada miércoles hasta el 19 de junio.

## Sinopsis
La serie trata sobre el deseo apasionado y el bromance del tío Samsik y Kim San, dos hombres que sobrevivieron a los tiempos turbulentos de principios de la década de 1960. El tío Samsik, que se alimentaba con tres comidas al día incluso durante la guerra, y el militar de élite Kim San, escriben una historia de amor, fe y dudas.

## Reparto

### Principal
- Song Kang-ho como Sam-sik, el socio de Kim San, con quien se compromete a lograr su sueño juntos.[3][4]
- Byun Yo-han como Kim San, un graduado de élite de la Academia Militar de Corea, cambia su especialización a economía mientras se entrena en los Estados Unidos como becario Albright y regresa a casa con el sueño de convertir a Corea en una nación industrial.[5]

- Lee Kyu-hyung como Kang Seong-min, el próximo candidato a líder, que ha utilizado a Sam-sik para cumplir sus deseos y ahora lo intenta abandonar.[5]
- Seo Hyun-woo como Jung Han-min, un militar de élite del ejército. Fue a Estados Unidos como estudiante de la beca Albright con Kim San, pero a diferencia de este es un hombre con un corazón apasionado que permanece en el ejército y sueña con reformarlo. Sin embargo, igual que Kim San choca contra el muro de la realidad.[5]
- Jin Ki-joo como Joo Yeo-jin, la novia de Kim San y una sabia mujer de élite.[6][7]

### Secundario
- Oh Kwang-rok como Joo In-tae, líder del Partido de la Innovación, un político que aboga por la prosperidad nacional y la coexistencia pacífica, y que decide postularse para presidente.[8][9]
- Tiffany Young como Rachel Jeong, la hermana menor de Michael Jeong  y una persona que se acerca a Kim San con un determinado propósito.[10][11][12]
- Joo Jin-mo como Ahn Yo-seop, presidente de la Asociación Juvenil.[13]
- Oh Seung-hoon como Ahn Gi-cheol, el hijo menor de Ahn Yo-seop, en el seno de una familia chaebol.[14]
- Kim Min-jae como Yoo Yeon-cheol, director ejecutivo de Daemyeon Construction.[15][16]
- Noh Jae-won como Han-soo, jefe de la facción Seodaemun.[17][18]
- Koo Seong-hwan como Gu Hae-jun, jefe de la facción Seodaemun.[19]
- Ryu Tae-ho como Choi Han-rim, comandante del Cuartel General del 1.er Ejército, un prestigioso general que toma bajo su protección a Kim San.[20]
- Lee Kwang-hee.[21]
- Moon Jong-won como Yoon Pal-bong, el líder de la facción Dongdaemun. Cumple las órdenes de Kang Seong-min.
- Lee Ga-sub como Kim Kwang-min: director ejecutivo de Sanae Corporation, amigo de Kim San y compañero de clase de Albright.[22]
- Choi Hong-il como el Dr. Hwang.[13]
- Kim Yul-ho como Baek Hyeon-seok, coronel del Departamento de Inteligencia del Cuartel General del Ejército, encargado de interrogar a Kim San.[23]
- Do Jeong-hwan como Lee Soo-il, capitán del 55.º Regimiento de Artillería, a cargo del interrogatorio de Han Min.
- Lee Hyun-kyun como Oh In-woo, un periodista de Aemin Ilbo, que fue compañero de clase de Yeo-jin en la universidad.[24]
- Na Hyun-woo.[25]
- Lee Ho-seok como Lee Ho-seok, un estudiante universitario activista.[26][27]
- Ryu Seong-hyeon como Hong Young-ki, jefe de las fuerzas especiales.
- Jasper Cho como Michael Jeong, secretario de Ahn Yo-seop, director de la Fundación de Becas Albright.
- Park Hyuk-kwon como Choi Min-gyu, Ministro del Interior.[13]
- Ryu Joo-han como Ahn Min-cheol, el hijo mayor de Ahn Yo-seop, miembro de la Asamblea Nacional en 1946.
- Yoo Jae-myung como Jang Doo-sik, director del Comando de Logística Militar (aparición especial).[13]
- Choo Sang-rok como Park Ji-wook, asambleísta del Partido Liberal y exoficial de policía durante la ocupación japonesa.
- Kim Jong-goo como Seon Woo-seok, miembro del Partido Demócrata.

## Producción
Se trata de la primera serie televisiva registrada en la filmografía de Song Kang-ho en sus 32 años de carrera, hecho que junto a la presencia en el reparto de otros grandes actores generó expectación. Song había trabajado ya con el director Shin Yeon-sik en dos largometrajes, One Win y Cobweb, ambos de 2023. El 11 de octubre de 2022 la compañía productora Slingshot Studio anunció que había cerrado el reparto protagonista con la participación en la serie de Byun Yo-han, Lee Kyu-hyung y Seo Hyun-woo.
El coste de producción ascendió a 40 000 millones de wones, un gasto considerado enorme y que también creaba expectativas sobre la calidad de la serie.
La serie se rodó desde el 7 de mayo de 2023 en la ciudad de Dangjin. Algunas escenas se rodaron también en el muelle y almacén de minerales de la mina Hwangsan Okmae, del 3 al 5 de junio de 2023.

## Recepción
La serie comenzó con una respuesta tibia de la audiencia, tal vez porque por la propia naturaleza de la plataforma Disney+ las nuevas producciones tienden a subir tarde, a medida que corren los comentarios de los espectadores personalmente o en redes sociales. Según el servicio FlixPatrol, ocupó el primer lugar entre los programas coreanos durante cuatro días tras el estreno, aunque en un contexto sin casi competidores. La temática de la serie, un drama político y de época, tampoco favorece audiencias masivas frente a otras producciones más ligeras.

## Premios y nominaciones
| Año  | Premios                          | Categoría               | Candidato     | Resultado | Ref.   |
| ---- | -------------------------------- | ----------------------- | ------------- | --------- | ------ |
| 2024 | Blue Dragon Series Awards        | Mejor actor             | Byun Yo-han   | Nominado  | [ 33 ] |
| 2024 | Blue Dragon Series Awards        | Mejor actor de reparto  | Lee Kyu-hyung | Nominado  | [ 33 ] |
| 2024 | Blue Dragon Series Awards        | Mejor actriz de reparto | Tiffany Young | Nominada  | [ 33 ] |
| 2024 | Seoul International Drama Awards | Mejor drama coreano     | Uncle Samsik  | Pendiente | [ 34 ] |
| 2024 | Seoul International Drama Awards | Mejor actor coreano     | Song Kang-ho  | Pendiente | [ 34 ] |